# Славин, Иван Яковлевич
 Ива́н Я́ковлевич Сла́вин (31 декабря 1850 года (12 января 1851), Саратов — 24 июня 1930) — саратовский адвокат и общественный деятель, гласный городской думы.

## Биография
Родился накануне наступления 1851 года (по старому стилю) в Саратове в купеческой семье. Дедом Ивана Яковлевича по материнской линии был известный саратовский купец Дмитрий Максимович Вакуров, владелец первой книжной лавки в городе, дважды избиравшийся городским головой. В доме Якова Петровича Славина — отца Ивана Яковлевича — поддерживались консервативные порядки и под запретом были не только табак и спиртное, но и сахар и чай, как завозные товары, а также театр, концерты и балы. Яков Петрович даже считал, что образование может отвлечь сына от торговой карьеры, но Иван Яковлевич окончил гимназию, а затем университет вопреки его сопротивлению.
Окончив в 1872 году юридический факультет Санкт-Петербургского университета, Славин возвратился в Саратов, где до 1879 года служил сначала в окружном суде, а затем в городской судебной палате, одновременно ведя частную адвокатскую практику. В 1879 году впервые избран гласным городской думы (переизбирался на эту должность постоянно вплоть до 1917 года), в следующие 12 лет побывал также членом городской управы, заступающим место городского головы и почётным мировым судьей. В качестве городского юрисконсульта заключал контракты с бельгийской компанией о прокладке трамвайной линии (открылась в 1908 году), а также о проводке электрического освещения (городская электростанция заработала в 1895 году). В 1892 году произведён в чин коллежского советника, награждался орденами.
Славин вёл активную общественную деятельность по благоустройству и культурному развитию Саратова. Именно его усилиям город обязан тем, что в Саратове, а не в Воронеже открылась третья в России консерватория. Среди заслуг Славина также открытие в городе художественного музея в 1885 году, строительство городской больницы в 1890 и родильного дома в 1905 году, открытие 2-й мужской гимназии в 1897, университета в 1909, Высших сельскохозяйственных курсов в 1913 и Учительского института в 1914 году. Славину Саратов обязан заработавшей в 1912 году канализацией, строительством незадолго до революции крытого рынка и асфальтированием города. С другим деятелем городской думы, Г. Г. Дыбовым, он добился в Санкт-Петербурге разрешения на строительство в Саратове железнодорожного моста через Волгу.
Отдавая дань юношескому увлечению музыкой, Иван Славин курировал работу городских театров. Участвуя в любительской постановке оперы «Аскольдова могила», Славин познакомился со своей будущей женой — учительницей Лидией Разсудовой. От брака с Лидией у Славина родились шестеро детей. Он много лет возглавлял городской театральный комитет, заключая договоры с антрепренёрами и формируя репертуар городских театров; благодаря ему один из театров города (в саду Сервье) был преобразован в общедоступный. На протяжении 30 лет, с 1883 по 1913 год, Славин был попечителем городской публичной библиотеки. В доме Славина в начале XX века квартировал известный саратовский архитектор А. М. Салько. Славин также был писателем и журналистом-любителем, публикуясь под псевдонимами «Гагринский, И.», «С-н, И.» и «Alterus».
После революции 1917 года общественная деятельность Ивана Славина прекратилась. Несмотря на это, он неоднократно арестовывался новыми властями в 1918—1921 годах, побывав и в саратовских тюрьмах, и в московской Бутырской тюрьме, однако после того, как большевики убедились в его благонадёжности, аресты больше не повторялись. В последние годы жизни, по просьбе Нижне-Волжского научного общества краеведения, Славин записал свои воспоминания, которые позднее были выпущены как книга «Минувшее — пережитое».
Умер Иван Яковлевич Славин в середине 1930 года.

## Труды
- Рассказы и путевые наброски / И. Я. Славин. Саратов : Типо-лит. П. С. Феокритова, 1905.
- Саратовский городской театр. 1865—1915 : Крат. выдержки из ист. очерка И. Я. Славина. Саратов : Типо-лит. т-ва Г. Х. Шельгорн и К°, 1915.
- Записки о репрессиях советской власти в Саратове в годы Гражданской войны [Текст] / И. Я. Славин ; подгот. текста к публ., вступ. ст. и коммент. М. В. Зайцева. Саратов : ООО «Изд. центр „Наука“», 2012.
- Минувшее? Пережитое. (Продолжение. Публикация Н. В. Самохваловой). Волга. 1998. № 11-12. Дата обращения: 31 мая 2014. Архивировано 31 мая 2014 года.
- Минувшее - пережитое. Воспоминания. Саратов: КнигоГрад, 2013.